# Neocladura delicatula
Neocladura delicatula är en tvåvingeart som först beskrevs av Alexander 1914.  Neocladura delicatula ingår i släktet Neocladura och familjen småharkrankar. Inga underarter finns listade i Catalogue of Life.